# 高島藩主諏訪家墓所
座標: 北緯36度03分01秒 東経138度07分09秒 / 北緯36.05028度 東経138.11917度

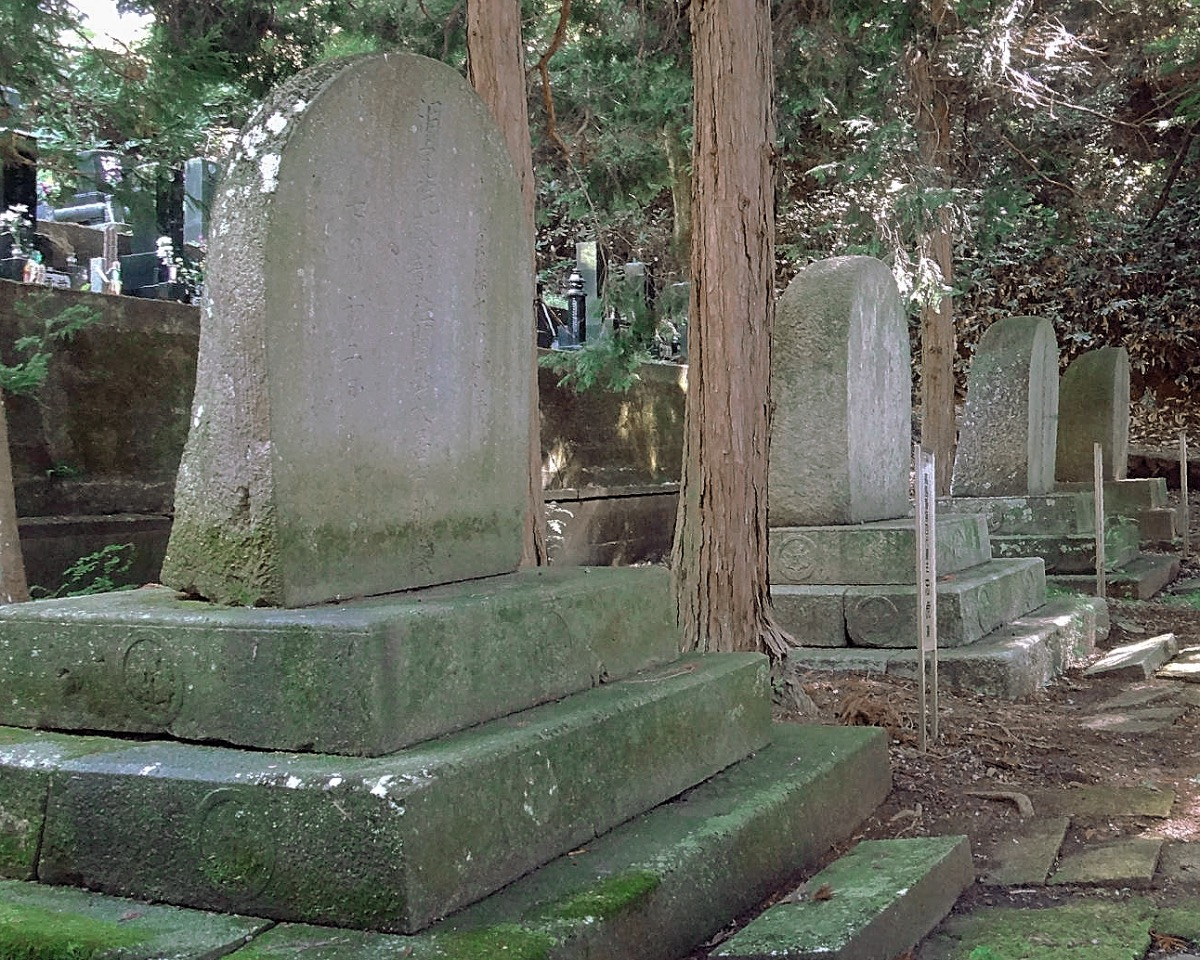
高島藩主諏訪家墓所

高島藩主諏訪家墓所（たかしまはんしゅすわけぼしょ）は、長野県諏訪市および茅野市にある、江戸時代の諏訪高島藩を治めた諏訪氏の歴代藩主の墓所である。2017年（平成25年）2月9日、国の史跡に指定された。

## 諏訪家の出自と略史
諏訪氏は、諏訪神社上社の大祝（おおほうり、神職の最高位）を代々務めた家柄である。同氏は鎌倉時代には執権北条氏の得宗被官となり、室町時代には信濃の国人領主であった。天文11年（1542年）、武田晴信（信玄）が諏訪に侵攻し、諏訪家の惣領家当主であった諏訪頼重は自害に追い込まれた。その結果、諏訪は武田氏の重臣の板垣信方が城代として支配するところとなる。天正10年（1582年）、晴信の子・武田勝頼は織田信長による甲州征伐で滅ぼされ、同年、本能寺の変で信長も自害に追い込まれる。武田氏の滅亡と本能寺の変を受け、頼重の従弟（叔父の子）で諏訪大祝の諏訪頼忠が諏訪氏の頭領となり、諏訪の旧地を取り戻す。諏訪家は徳川方についたことから、徳川家康は天正11年（1583年）、諏訪家に対し諏訪の旧領を安堵した。
天正18年（1590年）、豊臣秀吉は小田原征伐で後北条氏を滅ぼす。北条氏滅亡後の関東へは徳川家康が転封される。家康の国替えにともない、徳川の譜代であった諏訪頼忠も関東へ移されることになり、はじめ武蔵国奈良梨（埼玉県小川町）へ、後に上野国惣社（群馬県前橋市）へ所領を移された。諏訪の地は代わって日根野高吉が支配することとなった。この間、文禄3年（1594年）頃に頼忠は子の諏訪頼水に家督を譲っている。慶長5年（1600年）の関ヶ原の戦いを経て慶長6年（1601年）、頼水は上州から諏訪へ戻り、高島藩初代藩主となった。居城は日根野氏の築いた高島城を用いた。以後、幕末に至るまで、諏訪家は高島藩主の地位にあった。

## 墓所
高島藩主諏訪家の墓所は、茅野市ちのの頼岳寺と諏訪市上諏訪の温泉寺にある。このうち、頼岳寺には初代藩主頼水とその父頼忠、母理昌院の墓塔を祀る御霊屋があり、温泉寺には2代から8代までの歴代藩主の墓塔がある。両寺の墓所は2017年に一括して国の史跡に指定された。

### 頼岳寺の墓所
慶長10年（1605年）、諏訪頼忠が死去。子の頼水は、上原（茅野市ちの）にある諏訪家の菩提寺である永明寺に父を葬った。上原は中世以来の諏訪家の本拠地であった。その後寛永7年（1630年）、永明寺はなんらかの理由により破却された。翌寛永8年（1631年）、頼水は上原に新たに曹洞宗頼岳寺を創建、父頼忠と母理昌院の墓所を同寺に改葬した。後に頼水自身も頼岳寺に葬られるが、諏訪家の本拠が上諏訪の高島城に移ったことから、2代以降の藩主の墓所は上諏訪の温泉寺に築かれることとなった。
頼岳寺本堂北裏の斜面を整地して数段の平地を造成し、初代藩主頼水とその父母をはじめ、高島藩二ノ丸家、大祝、家臣団などの墓所が造られている。本堂左の石段を上ると頼水とその父母を祀る御霊屋がある。頼岳寺は安政6年（1859年）に火災で焼失。明治34年（1901年）にも火災で本堂を失っているが、このときに御霊屋が焼けたという記録はない。御霊屋の創建については未詳だが、現存する御霊屋は安政6年（1859年）の建立とみられる。なお、御霊屋の屋根は2010年に修理されている。
御霊屋は木造平屋建で、屋根は入母屋造、瓦葺き、一軒疎垂木（ひとのきまばらだるき）とする。平面規模は桁行8.2メートル×梁間3.6メートル。壁は竪羽目板で全面弁柄塗りとし、床は土間である。桁行を3間に分け、向かって左の間に頼水、中央の間に頼忠、右の間に頼忠の室（頼水の母）理昌院の墓塔を安置する。3間とも両開きの唐戸を設け、軒下には被葬者の院号を記した扁額を掲げる（扁額は左・中・右の順に「頼岳院」「永明院」「理昌院」）。
御霊屋の向かって左の間には安山岩製の頼水の石廟があり、その中に石碑が立つ。石廟は総高3メートルほどで、基壇、本体、宝形造屋根、露盤、宝珠からなる。基壇は前後2材の石材からなる。前後左右の側面は各面とも左・中・右の3間に割り付け、正面中央間に神紋、その他の間には蓮池文をあらわす。本体部は一石を刳り抜いたもので、内法長押（うちのりなげし）で上下に分ける。正面には両開きの桟唐戸を設ける。桟唐戸の各扉には左右2列・上下2段の窓を開け、内部に安置される石碑が見えるようになっている。内法長押上は左・中・右の3間に割り付け、中央間には「碧落殿」の文字を篆書で記し、右と左はそれぞれ日輪・月輪をあらわす。屋根部は一石製、宝形造（四角錐形）で二軒繁垂木（ふたのきしげだるき）の垂木形をあらわす。
石廟の内部に安置する石碑は高さ80センチ、幅37センチ、厚さ8センチの板石で、五輪塔形を陽刻し、下から上へ「地・水・火・風・空」の文字を記す。五輪塔形の両脇には縦書の銘文があり、寛永18年（1641年）、出雲守忠隣が施主となって建立した旨が記されている。「出雲守忠隣」は2代藩主忠恒のことと思われるが、同人の名乗りは史料に見える限りでは「忠恒」または「忠澄」であり、「忠隣」と名乗ったものはこの銘文以外に知られていない。石廟がある室の右壁には木製の墓誌がある。これは3代藩主忠晴が延宝7年（1679年）に奉納したものである。
頼忠の墓所には、向かって左に宝篋印塔、右に五輪塔が立つ。理昌院の墓所も同様に宝篋印塔と五輪塔が立つが、頼忠墓所とは逆に、向かって左に五輪塔、右に宝篋印塔を配置する。いずれの塔も安山岩製で、宝篋印塔の高さ（基壇から相輪まで）は頼忠分が112センチ、理昌院分が110センチ、五輪塔の高さ（地輪から空輪まで）はは頼忠分が68センチ、理昌院分が81センチである。御霊屋前には頼水の子らが奉納した石燈籠6基が立つ。

### 温泉寺の墓所
温泉寺は高島城の北東1.3キロに位置する。2代藩主頼恒が慶安2年（1649年）に建立したもので、藩主家の菩提寺となった。裏山の墓地に2代から8代までの藩主とその妻子の墓塔がある。寺は天文2年（1737年）と明治3年（1870年）に火災に遭い、古い建物は残っていない。
墓所は上段・中断・下段の3段の平地を造成し、上段に歴代藩主の墓塔がある。藩主の墓塔は一辺3メートル超の石造方形基壇を3段重ねた上に舟形の墓標が立つ形式である。墓標の高さは2.61から2.79メートル。この墓標は無縫塔（僧侶の墓に用いられる卵形の石塔）を半截したような独特の形状のものである。歴代の墓塔は横一列に並び、向かって右から左へ8代忠恕（ただみち）、6代忠厚、3代忠晴、4代忠虎、2代忠恒、5代忠林（ただとき）、7代忠粛（ただかた）の墓塔である。各墓塔前には石敷の参道があるが、このうち8代墓所の参道は上段部分と中段部分で使用石材を変えていることが確認されている。参道両脇には墓所に奉献された石燈籠が計116基ある。
2代墓塔はもとは木造の霊屋内に建っていた。建物内にあったため、2代墓塔は刻字部分に施された金泥が残っている。霊屋はたびたび修理を受けていたが、寛文13年（1673年）に建てられた宝形屋根の建物であった。この霊屋は倒壊の危険があったため、2007年に解体（部材保管）。その後は仮の霊屋が建てられている。